# USS Uniontown (PF-65)
La USS Uniontown (PF-65) fue una fragata clase Tacoma de la Armada de los Estados Unidos que, tras un breve período de servicio entre 1944 y 1945, fue transferida a Argentina en 1947, donde permaneció hasta 1967 como ARA Sarandí (P-33).

## Historia
Leathern D. Smith Shipbuilding Co. (Sturgeon Bay, Wisconsin) inició la construcción de la unidad el 21 de abril de 1943. Fue botada el 7 de agosto y entró en servicio el 6 de octubre. En diciembre de 1945, fue retirada del servicio. Fue vendida a la Argentina en 1948, en cuya fuerza naval recibió el nombre de «ARA Sarandí». Desde 1948 hasta 1961, la fragata Sarandí integró la División Fragatas con asiento en la Base Naval Puerto Belgrano. En 1955, participó del golpe de Estado autodenominado «Revolución Libertadora».
En 1967 la Armada la dio el retiro definitivo.